# Allium sphaeronixum
Allium sphaeronixum — вид квіткових рослин з родини амарилісових (Amaryllidaceae). Належить до sect. Codonoprasum.
Новий вид є ендеміком Центральної Анатолії, обмежений районом Невшехір, де він росте на піщаному або кам'янистому ґрунті на висоті 1000–1300 м над рівнем моря. Схожий на Allium myrianthum, але черешок становить 1/2 довжини піхви листків, листків 3–4, пластинка ширша, частки обгортки неоднакові, листочки оцвітини біло-рожеві, приблизно рівні, довші, тичинкові нитки довші, пиляки коротші, коробочка більша.
Видовий епітет походить від латинських слів sphaera = м'яч і nix = сніг, стосується кулястого білуватого суцвіття, схожого на сніжний ком.